# 佛山號翻沉事故

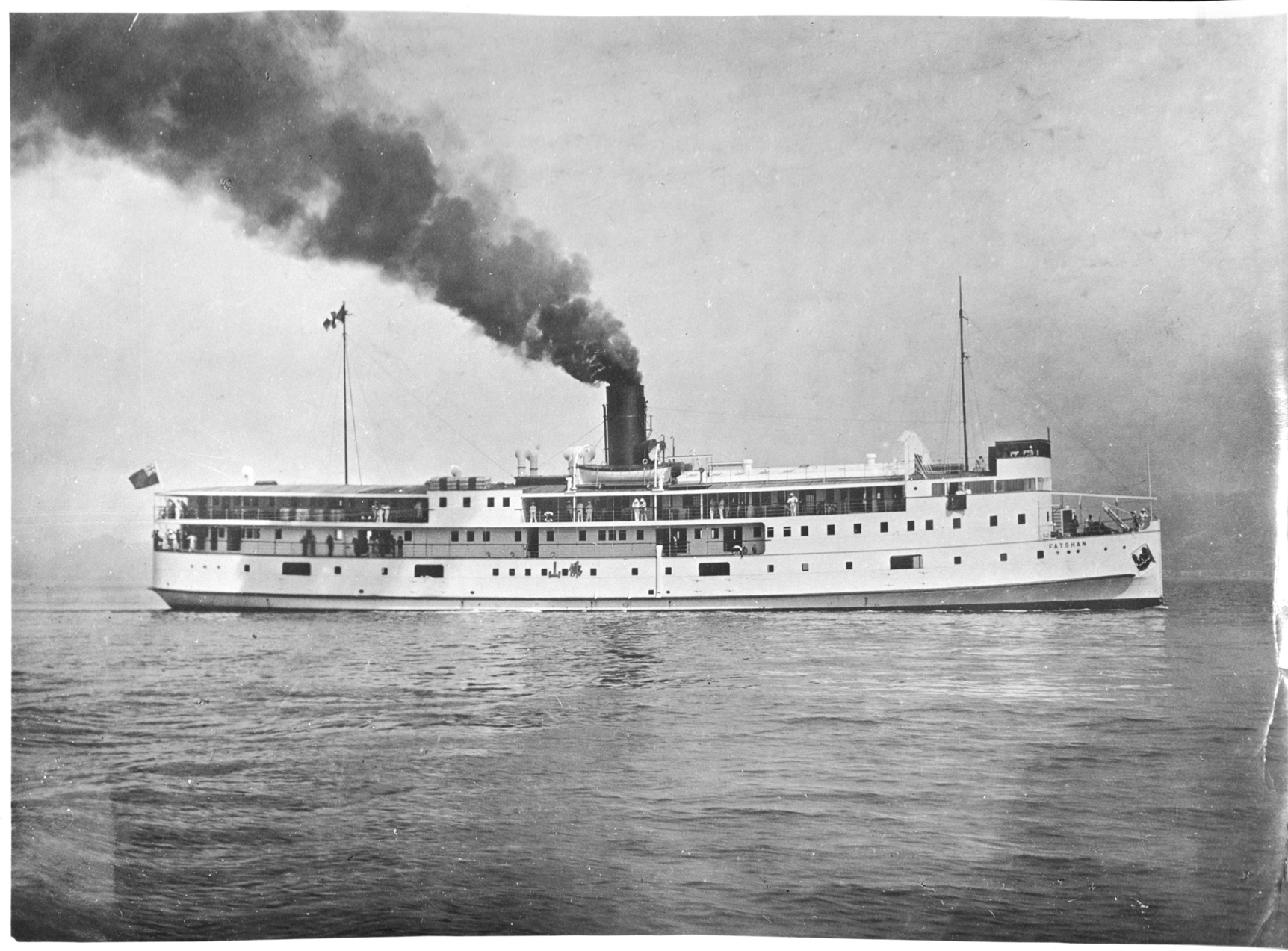
佛山輪

佛山號翻沉事故又稱佛山輪海難，是一宗於1971年發生於香港大嶼山對開海域的嚴重航運事故，最終釀成88人死亡。

## 背景
太古船塢出產的佛山號全長76.22米，是一艘提供港澳載客服務的輪船，是六十年代三艘提供港澳輪船服務的輪船之一。

## 事件經過
颱風露絲於1971年8月16日吹襲香港。當日，皇家香港天文台於上午9時50分懸掛七號風球，並於晚上10時50分懸掛十號風球。因為十號風球的關係，佛山號被迫在昂船洲對開海面放下錨以作停泊，但錨鍊最後在8月17日凌晨2時時分被猛烈風勢扯斷。
佛山號的錨鍊被扯斷後則被強風拖曳並在海面飄流，期間更多次與其他船隻碰撞。雖然佛山號曾發動機器嘗試頂風行駛，但此舉並不成功。佛山號在海面飄流時曾多次發出求救信號，但因為當時的天氣和海面情況惡劣，並沒有船隻前往求援。
最後，佛山號在大嶼山東北部對出海面120米，接近扒頭鼓一帶吹翻沉沒。
佛山號的殘骸和船員的屍體最後在風浪減退後由一艘駛經附近的英國皇家海軍掃雷艦發現 。

## 遇難者
由於佛山號遇難前已退票及落客，當時船上只有當值船員92人。船員中僅有4人獲救。其餘的88名遇難者，搜索隊伍只找到73人的遺體。其餘的則被政府當局定為失蹤並假設死亡者。
當年曾有新聞報道說某些遇難者的遺體隨海流漂到由中國管制的海域。
在佛山號上船員大部分是澳門居民。當船員的遺體被運回澳門時，大批遇難者的家屬於當地的碼頭認領遺體，並在沿途大哭。
露絲襲港期間，總共造成110人死亡。當中，大部分的死者都是佛山號船上的船員。

## 紀念
災難後，大嶼山扒頭鼓（今香港迪士尼樂園擴建預留土地附近）有豎立佛山輪紀念碑，以作悼念。
每年農曆七月廿五左右，長洲一帶都會進行祭祀，把紙紮大輪船放在海面以超度在佛山號上的88名死者。

## 註解
1. ↑  香港天文台當時的名稱。
2. ↑  等於現在的八號東北烈風或暴風信號。

## 資料來源
1. ↑  （繁體中文）. 工商日報第一頁. 1971年8月18日.
2. ↑  （繁體中文）. 華僑日報第二張第一頁. 1971年8月20日.
3. ↑  . 澳門虛擬圖書館. 澳門基金會: 17頁.   [2019-11-06]. （原始内容存档于2019-11-06）.
4. 1 2 3 4 5 6  . 海事處.   [2019-11-06]. （原始内容存档于2018-10-25）.
5. 1 2 3  . 澳門虛擬圖書館. 澳門基金會: 16頁.   [2019-11-06]. （原始内容存档于2017-05-24）.
6. 1 2   (PDF). 香港天文台. 1971年  [2019-11-06]. （原始内容 (PDF)存档于2019-10-26）.
7. 1 2 3 4 5 6  鄭玉君. . 香港商報. 2015-09-17  [2019-11-06]. （原始内容存档于2016-10-01）.
8. 1 2   [50年前超強颱風「露絲」襲港    數十艘船沉沒擱淺  成戰後最大海難]. 灼見名家. 2021年  [2021-11-01]. （原始内容存档于2021-11-02） （中文（简体））.
9. 1 2   [颱風露絲，1971年8月10至17日]. 香港天文台. 1971年  [2019-11-06]. （原始内容存档于2019-11-01） （英国英语）.
10. ↑  李家豪. . Medium. 2016-08-07  [2019-11-06]. （原始内容存档于2020-11-26） （中文（简体））.
11. ↑  . Appappapps（經雅虎香港）. 2017-02-10  [2019-11-06]. （原始内容存档于2019-11-06）.

## 外部連結
- 當年報章報道佛山號沉沒 （页面存档备份，存于）